# Rivière Tagi
Rivière Tagi är ett vattendrag i Kanada.   Det ligger i provinsen Québec, i den östra delen av landet, 600 km nordost om huvudstaden Ottawa. Rivière Tagi ligger vid sjöarna  Lac Portneuf och Lac Walberg.
Trakten runt Rivière Tagi är nära nog obefolkad, med mindre än två invånare per kvadratkilometer.